# Tables des hommes
 (mars 2013).
Si vous disposez d'ouvrages ou d'articles de référence ou si vous connaissez des sites web de qualité traitant du thème abordé ici, merci de compléter l'article en donnant les références utiles à sa vérifiabilité et en les liant à la section « Notes et références ».
Tables des Hommes est une collection, créée en 2009, par les Presses universitaires François-Rabelais, en collaboration avec les Presses universitaires de Rennes de 2009 à 2018, en partenariat avec l'IEHCA, rassemblant des livres scientifiques et didactiques exposant l'essentiel d'un sujet ayant trait à l'alimentation.

## Présentation
Les Presses Universitaires de Rennes, les Presses Universitaires François-Rabelais de l’université de Tours et l’Institut Européen d’Histoire et des Cultures de l’Alimentation se sont associés en 2009, pour développer la première collection en langue française exclusivement consacrée aux cultures alimentaires des sociétés humaines d’hier et d’aujourd’hui. Sa vocation est d’accueillir des travaux universitaires inédits (monographies, synthèses, publications de sources, essais, thèses, actes de colloque, journées d’études), des rééditions de livres ou d’articles devenus des classiques et des traductions d’ouvrages étrangers afin de proposer aux étudiants et au grand public des titres de référence en sciences humaines et sociales sur les rapports qu’entretiennent les hommes avec leur alimentation.

## Direction de la collection

### Direction scientifique de collection
La collection Tables des Hommes dispose d'un comité d'experts. Les membres sont :
- Martin Bruegel, Directeur de recherches, INRA
- Antonella Campanini, university of Gastronomic Sciences, Pollenzo, Italie
- Jean-Pierre Corbeau, professeur émérite de sociologie de l'alimentation, Tours
- Claire Delfosse, professeur des Universités en géographie, Lyon
- Marie-Pierre Horard-Herbin, maître de conférences, archéologie et art des mondes anciens, Tours
- Bruno Laurioux, professeur des Universités en histoire médiévale, Tours
- Florent Quellier, professeur des Universités en histoire moderne, Angers

### Direction administrative de collection
Se sont associés pour créer et développer cette collection :
- Les Presses universitaires François-Rabelais, Samuel Leturcq
- L'Institut européen d'histoire et des cultures de l'alimentation, Francis Chevrier et Kilien Stengel

## Les partenaires ayant collaboré à cette collection
- La Région Centre
- Le Fonds national de recherche du Luxembourg
- Le Centre interuniversitaire d’études sur les lettres, les arts et les traditions, Université Laval au Québec
- Le Musée d’histoire urbaine et sociale
- Le CNRS
- Le Centre de recherches historiques de l'Ouest
- Le laboratoire LAHM de l'Université de Rennes 2
- Le CReAAH, UMR 6556 CNRS et Université de Rennes 1
- Le Comité national interprofessionnel de la pomme de terre
- L'Espace Mendès France
- Le Centre d'information des viandes[3]
- L'Institut de recherche pour le développement[4]

## Publications
Cette collection publie 4 à 5 titres par an depuis 2009